# Formula 1 – sezona 1999.
| FIA Svjetsko prvenstvo Formule 1 1999. | FIA Svjetsko prvenstvo Formule 1 1999. |
|                                        | Prvak                                  |
| -------------------------------------- | -------------------------------------- |
| Vozač                                  | Mika Häkkinen (McLaren-Mercedes)       |
| Konstruktor                            | Ferrari                                |
| Prethodna sezona                       | Sljedeća sezona                        |
| 1998.                                  | 2000.                                  |

Formula 1 – sezona 1999. je bila 50. sezona u prvenstvu Formule 1. Vozilo se 16 utrka u periodu od 7. ožujka do 31. listopada 1999. godine. Svjetski prvak je po drugi puta u karijeri postao Mika Häkkinen, a momčadski prvak po deveti put je postao Ferrari.

## Vozači i konstruktori
| Konstruktor / Momčad                           | Šasija         | Motor                            | Gume | Broj | Vozači                | Utrke      |
| ---------------------------------------------- | -------------- | -------------------------------- | ---- | ---- | --------------------- | ---------- |
| McLaren-Mercedes West McLaren Mercedes         | McLaren MP4/14 | Mercedes FO 110H V10 3.0         | B    | 1    | Mika Häkkinen         | Sve        |
| McLaren-Mercedes West McLaren Mercedes         | McLaren MP4/14 | Mercedes FO 110H V10 3.0         | B    | 2    | David Coulthard       | Sve        |
| Ferrari Scuderia Ferrari Marlboro              | Ferrari F399   | Ferrari 048 V10 3.0              | B    | 3    | Michael Schumacher    | 1-8, 15-16 |
| Ferrari Scuderia Ferrari Marlboro              | Ferrari F399   | Ferrari 048 V10 3.0              | B    | 3    | Mika Salo             | 9-14       |
| Ferrari Scuderia Ferrari Marlboro              | Ferrari F399   | Ferrari 048 V10 3.0              | B    | 4    | Eddie Irvine          | Sve        |
| Williams-Supertec Winfield Williams            | Williams FW21  | Supertec FB01 V10 3.0            | B    | 5    | Alessandro Zanardi    | Sve        |
| Williams-Supertec Winfield Williams            | Williams FW21  | Supertec FB01 V10 3.0            | B    | 6    | Ralf Schumacher       | Sve        |
| Jordan-Mugen Honda Benson & Hedges Jordan      | Jordan 199     | Mugen Honda MF-301HE V10 3.0     | B    | 7    | Damon Hill            | Sve        |
| Jordan-Mugen Honda Benson & Hedges Jordan      | Jordan 199     | Mugen Honda MF-301HE V10 3.0     | B    | 8    | Heinz-Harald Frentzen | Sve        |
| Benetton-Playlife Mild Seven Benetton Playlife | Benetton B199  | Playlife FB01 V10 3.0            | B    | 9    | Giancarlo Fisichella  | Sve        |
| Benetton-Playlife Mild Seven Benetton Playlife | Benetton B199  | Playlife FB01 V10 3.0            | B    | 10   | Alexander Wurz        | Sve        |
| Sauber-Petronas Red Bull Sauber Petronas       | Sauber C18     | Petronas SPE-03A V10 3.0         | B    | 11   | Jean Alesi            | Sve        |
| Sauber-Petronas Red Bull Sauber Petronas       | Sauber C18     | Petronas SPE-03A V10 3.0         | B    | 12   | Pedro Diniz           | Sve        |
| Arrows Repsol Arrows                           | Arrows A20     | Arrows A20E V10 3.0              | B    | 14   | Pedro de la Rosa      | Sve        |
| Arrows Repsol Arrows                           | Arrows A20     | Arrows A20E V10 3.0              | B    | 15   | Tora Takagi           | Sve        |
| Stewart-Ford Cosworth HSBC Stewart Ford        | Stewart SF-3   | Ford Cosworth CR-1 V10 3.0       | B    | 16   | Rubens Barrichello    | Sve        |
| Stewart-Ford Cosworth HSBC Stewart Ford        | Stewart SF-3   | Ford Cosworth CR-1 V10 3.0       | B    | 17   | Johnny Herbert        | Sve        |
| Prost-Peugeot Gauloises Prost Peugeot          | Prost AP02     | Peugeot A18 V10 3.0              | B    | 18   | Olivier Panis         | Sve        |
| Prost-Peugeot Gauloises Prost Peugeot          | Prost AP02     | Peugeot A18 V10 3.0              | B    | 19   | Jarno Trulli          | Sve        |
| Minardi-Ford Cosworth Fondmetal Minardi Ford   | Minardi M01    | Ford Cosworth VJ Zetec-R V10 3.0 | B    | 20   | Luca Badoer           | 1, 3-16    |
| Minardi-Ford Cosworth Fondmetal Minardi Ford   | Minardi M01    | Ford Cosworth VJ Zetec-R V10 3.0 | B    | 20   | Stéphane Sarrazin     | 2          |
| Minardi-Ford Cosworth Fondmetal Minardi Ford   | Minardi M01    | Ford Cosworth VJ Zetec-R V10 3.0 | B    | 21   | Marc Gené             | Sve        |
| BAR-Supertec British American Racing           | BAR PR01       | Supertec FB01 V10 3.0            | B    | 22   | Jacques Villeneuve    | Sve        |
| BAR-Supertec British American Racing           | BAR PR01       | Supertec FB01 V10 3.0            | B    | 23   | Ricardo Zonta         | 1-2, 6-16  |
| BAR-Supertec British American Racing           | BAR PR01       | Supertec FB01 V10 3.0            | B    | 23   | Mika Salo             | 3-5        |

## Utrke
|     | Utrka                                             | 1.                                       | 2.                                       | 3.                                       |
| --- | ------------------------------------------------- | ---------------------------------------- | ---------------------------------------- | ---------------------------------------- |
|     |                                                   |                                          |                                          |                                          |
| 1.  | VN Australije, Melbourne 7. ožujka 1999.          | Eddie Irvine Ferrari                     | Heinz-Harald Frentzen Jordan-Mugen Honda | Ralf Schumacher Williams-Supertec        |
| 2.  | VN Brazila, Interlagos 11. travnja 1999.          | Mika Häkkinen McLaren-Mercedes           | Michael Schumacher Ferrari               | Heinz-Harald Frentzen Jordan-Mugen Honda |
| 3.  | VN San Marina, Imola 2. svibnja 1999.             | Michael Schumacher Ferrari               | David Coulthard McLaren-Mercedes         | Rubens Barrichello Stewart-Ford Cosworth |
| 4.  | VN Monaka, Monte Carlo 16. svibnja 1999.          | Michael Schumacher Ferrari               | Eddie Irvine Ferrari                     | Mika Häkkinen McLaren-Mercedes           |
| 5.  | VN Španjolske, Catalunya 30. svibnja 1999.        | Mika Häkkinen McLaren-Mercedes           | David Coulthard McLaren-Mercedes         | Michael Schumacher Ferrari               |
| 6.  | VN Kanade, Montreal 13. lipnja 1999.              | Mika Häkkinen McLaren-Mercedes           | Giancarlo Fisichella Benetton-Playlife   | Eddie Irvine Ferrari                     |
| 7.  | VN Francuske, Magny-Cours 27. lipnja 1999.        | Heinz-Harald Frentzen Jordan-Mugen Honda | Mika Häkkinen McLaren-Mercedes           | Rubens Barrichello Stewart-Ford Cosworth |
| 8.  | VN Velike Britanije, Silverstone 11. srpnja 1999. | David Coulthard McLaren-Mercedes         | Eddie Irvine Ferrari                     | Ralf Schumacher Williams-Supertec        |
| 9.  | VN Austrije, Spielberg 25. srpnja 1999.           | Eddie Irvine Ferrari                     | David Coulthard McLaren-Mercedes         | Mika Häkkinen McLaren-Mercedes           |
| 10. | VN Njemačke, Hockenheim 1. kolovoza 1999.         | Eddie Irvine Ferrari                     | Mika Salo Ferrari                        | Heinz-Harald Frentzen Jordan-Mugen Honda |
| 11. | VN Mađarske, Hungaroring 15. kolovoza 1999.       | Mika Häkkinen McLaren-Mercedes           | David Coulthard McLaren-Mercedes         | Eddie Irvine Ferrari                     |
| 12. | VN Belgije, Spa-Francorchamps 29. kolovoza 1999.  | David Coulthard McLaren-Mercedes         | Mika Häkkinen McLaren-Mercedes           | Heinz-Harald Frentzen Jordan-Mugen Honda |
| 13. | VN Italije, Monza 12. rujna 1999.                 | Heinz-Harald Frentzen Jordan-Mugen Honda | Ralf Schumacher Williams-Supertec        | Mika Salo Ferrari                        |
| 14. | VN Europe, Nürburgring 26. rujna 1999.            | Johnny Herbert Stewart-Ford Cosworth     | Jarno Trulli Prost-Peugeot               | Rubens Barrichello Stewart-Ford Cosworth |
| 15. | VN Malezije, Sepang 17. listopada 1999.           | Eddie Irvine Ferrari                     | Michael Schumacher Ferrari               | Mika Häkkinen McLaren-Mercedes           |
| 16. | VN Japana, Suzuka 31. listopada 1999.             | Mika Häkkinen McLaren-Mercedes           | Michael Schumacher Ferrari               | Eddie Irvine Ferrari                     |
|     |                                                   |                                          |                                          |                                          |

## Konačni poredak

### Vozači
| Poz. | Vozač                 | AUS | BRA | SMR | MON | ESP | CAN | FRA | GBR | AUT | GER | HUN | BEL | ITA | EUR | MAL | JPN | Bodovi |
| ---- | --------------------- | --- | --- | --- | --- | --- | --- | --- | --- | --- | --- | --- | --- | --- | --- | --- | --- | ------ |
| 1.   | Mika Häkkinen         | Ret | 1   | Ret | 3   | 1   | 1   | 2   | Ret | 3   | Ret | 1   | 2   | Ret | 5   | 3   | 1   | 76     |
| 2.   | Eddie Irvine          | 1   | 5   | Ret | 2   | 4   | 3   | 6   | 2   | 1   | 1   | 3   | 4   | 6   | 7   | 1   | 3   | 74     |
| 3.   | Heinz-Harald Frentzen | 2   | 3   | Ret | 4   | Ret | 11  | 1   | 4   | 4   | 3   | 4   | 3   | 1   | Ret | 6   | 4   | 54     |
| 4.   | David Coulthard       | Ret | Ret | 2   | Ret | 2   | 7   | Ret | 1   | 2   | 5   | 2   | 1   | 5   | Ret | Ret | Ret | 48     |
| 5.   | Michael Schumacher    | 8   | 2   | 1   | 1   | 3   | Ret | 5   | DNS | INJ | INJ | INJ | INJ | INJ | INJ | 2   | 2   | 44     |
| 6.   | Ralf Schumacher       | 3   | 4   | Ret | Ret | 5   | 4   | 4   | 3   | Ret | 4   | 9   | 5   | 2   | 4   | Ret | 5   | 35     |
| 7.   | Rubens Barrichello    | 5   | Ret | 3   | 9   | DSQ | Ret | 3   | 8   | Ret | Ret | 5   | 10  | 4   | 3   | 5   | 8   | 21     |
| 8.   | Johnny Herbert        | DNS | Ret | 10  | Ret | Ret | 5   | Ret | 12  | 14  | 11  | 11  | Ret | Ret | 1   | 4   | 7   | 15     |
| 9.   | Giancarlo Fisichella  | 4   | Ret | 5   | 5   | 9   | 2   | Ret | 7   | 12  | Ret | Ret | 11  | Ret | Ret | 11  | 14  | 13     |
| 10.  | Mika Salo             |     |     | 7   | Ret | 8   |     |     |     | 9   | 2   | 12  | 7   | 3   | Ret |     |     | 10     |
| 11.  | Jarno Trulli          | Ret | Ret | Ret | 7   | 6   | Ret | 7   | 9   | 7   | Ret | 8   | 12  | Ret | 2   | Ret | Ret | 7      |
| 12.  | Damon Hill            | Ret | Ret | 4   | Ret | 7   | Ret | Ret | 5   | 8   | Ret | 6   | 6   | 10  | Ret | Ret | Ret | 7      |
| 13.  | Alexander Wurz        | Ret | 7   | Ret | 6   | 10  | Ret | Ret | 10  | 5   | 7   | 7   | 14  | Ret | Ret | 8   | 10  | 3      |
| 14.  | Pedro Diniz           | Ret | Ret | Ret | Ret | Ret | 6   | Ret | 6   | 6   | Ret | Ret | Ret | Ret | Ret | Ret | 11  | 3      |
| 15.  | Olivier Panis         | Ret | 6   | Ret | Ret | Ret | 9   | 8   | 13  | 10  | 6   | 10  | 13  | 11  | 9   | Ret | Ret | 2      |
| 16.  | Jean Alesi            | Ret | Ret | 6   | Ret | Ret | Ret | Ret | 14  | Ret | 8   | 16  | 9   | 9   | Ret | 7   | 6   | 2      |
| 17.  | Pedro de la Rosa      | 6   | Ret | Ret | Ret | 11  | Ret | 11  | Ret | Ret | Ret | 15  | Ret | Ret | Ret | Ret | 13  | 1      |
| 18.  | Marc Gené             | Ret | 9   | 9   | Ret | Ret | 8   | Ret | 15  | 11  | 9   | 17  | 16  | Ret | 6   | 9   | Ret | 1      |
| 19.  | Alex Zanardi          | Ret | Ret | 11  | 8   | Ret | Ret | Ret | 11  | Ret | Ret | Ret | 8   | 7   | Ret | 10  | Ret | 0      |
| 20.  | Tora Takagi           | 7   | 8   | Ret | Ret | 12  | Ret | DSQ | 16  | Ret | Ret | Ret | Ret | Ret | Ret | Ret | Ret | 0      |
| 21.  | Jacques Villeneuve    | Ret | Ret | Ret | Ret | Ret | Ret | Ret | Ret | Ret | Ret | Ret | 15  | 8   | 10  | Ret | 9   | 0      |
| 22.  | Luca Badoer           | Ret | INJ | 8   | Ret | Ret | 10  | 10  | Ret | 13  | 10  | 14  | Ret | Ret | Ret | Ret | Ret | 0      |
| 23.  | Ricardo Zonta         | Ret | DNQ | INJ | INJ | INJ | Ret | 9   | Ret | 15  | Ret | 13  | Ret | Ret | 8   | Ret | 12  | 0      |
| —    | Stéphane Sarrazin     |     | Ret |     |     |     |     |     |     |     |     |     |     |     |     |     |     | 0      |
| Poz. | Vozač                 | AUS | BRA | SMR | MON | ESP | CAN | FRA | GBR | AUT | GER | HUN | BEL | ITA | EUR | MAL | JPN | Bodovi |

| Boja       | Rezultat                   | Oznaka boje |
| ---------- | -------------------------- | ----------- |
| Zlato      | 1. mjesto                  | #FFFFBF     |
| Srebro     | 2. mjesto                  | #DFDFDF     |
| Bronca     | 3. mjesto                  | #FFDF9F     |
| Zeleno     | U cilju osvojivši bodove   | #DFFFDF     |
| Plavo      | U cilju bez bodova         | #CFCFFF     |
| Ljubičasto | Nije završio utrku (Ret)   | #EFCFFF     |
| Ljubičasto | Nije klasificiran (NC)     | #EFCFFF     |
| Crveno     | Nije se kvalificirao (DNQ) | #FFCFCF     |
| Crno       | Diskvalificaran (DSQ)      | #000000     |
| Bijelo     | Nije startao (DNS)         | #FFFFFF     |
| Bez boje   | Nije sudjelovao            |             |
| Bez boje   | Bolovanje (INJ)            |             |
| Bez boje   | Isključen (EX)             |             |

### Konstruktori
| Pozicija | Konstruktor           | Bodovi |
| -------- | --------------------- | ------ |
| 1.       | Ferrari               | 128    |
| 2.       | McLaren-Mercedes      | 124    |
| 3.       | Jordan-Mugen Honda    | 61     |
| 4.       | Stewart-Ford Cosworth | 36     |
| 5.       | Williams-Supertec     | 35     |
| 6.       | Benetton-Playlife     | 16     |
| 7.       | Prost-Peugeot         | 9      |
| 8.       | Sauber-Petronas       | 5      |
| 9.       | Arrows                | 1      |
| 10.      | Minardi-Ford Cosworth | 1      |
| 11.      | BAR-Supertec          | 0      |